# 花園灣 (佛羅里達州)
花園灣（英語：Garden Cove）是位於美國佛羅里達州門羅縣的一個非建制地區。該地的面積和人口皆未知。

## 地理
花園灣的座標為25°44′49″N 80°56′24″W / 25.74694°N 80.94000°W，而該地的平均海拔高度為1米（即3英尺）。